# 川口電機製作所
株式会社川口電機製作所（かわぐちでんきせいさくしょ）は、通信用保安器・周辺機器並びに、エレクトロメーター・計測器・電極の開発・製造･販売する製造メーカーである。

## 事業内容
- 通信用保安器・試験弾器・端子板の開発・製造・販売
- エレクトロメーター・計測器・電極の開発・製造・販売
- 電源用保安器の開発・製造・販売
- 通信装置用周辺機器の開発・製造・販売

## 主要営業品目

### 通信用機器
- PBX更改用無瞬断工具
- 通信用保安器(40号A･60号A/B保安器、KD-8000･KDα･KD10･UB64保安器ONU用保安器等)
- 電源用保安器(ACK01B、ACK03等)
- 試験弾器(200UTS、128TS、KDα、KD10、254TS、256TS、256WTS、258WTS)
- 端子板(S10U、KDα、KD10)
- 触針式ジャンパ線導通器(コンタクトジョーズII)
- 交換機用警報表示盤(ALDP)

### エレクトロメーター･計測器･電極
- ユニバーサルエレクトロメーター(MMAⅡ-17D・17E)
- 感光体評価装置・帯電試験装置 (EPAシリーズ)
- 高精度表面電位計 (S2002）
- 液体・液晶用電極 (治具) (LP-05)
- シート用・フィルム用・粉体用・各種電極 (治具) (P-616等)

## 沿革
- 1923年（大正12年）- 川口電機製作所を創立。電話交換部品を製作、逓信省（現・日本電信電話）に納入、逓信省指定メーカーとなる
- 1943年（昭和18年）- 社名を株式会社川口電機製作所と改称
- 1944年（昭和19年）- 工場を福島県伊達郡飯野町に移転
- 1949年（昭和24年） - 営業所を東京都港区白金三光町に新設
- 1955年（昭和30年）- 東北大学工学部指導のもとに計測分野に進出
- 1965年（昭和40年）- ラマン分光光度計の開発委託会社として科学技術庁より認可。
- 1966年（昭和41年）- 福島県伊達郡飯野町大字明治字藤柄に新工場を竣工。
- 1973年（昭和48年）
  - 日本電信電話公社及び武蔵野電気通信研究所と共同でDEX用接続子型保安器架用品を開発・製造。
  - 静電気帯電試験装置SP-428を開発・製造。
  - 飯野工場第2工場増築。
- 1980年（昭和55年）- KD-8000通信用保安器を開発・製造。
- 1984年（昭和59年）- 静電気帯電試験装置EPA-8100型を開発・製造。
- 1986年（昭和61年）- AC電源用アレスタを開発・製造。
- 1989年（平成元年）- 40号保安器モジュール、200号Ｕ試験弾器を製造。
- 1991年（平成3年）- 40保安器組立自動ラインを導入。
- 1993年（平成5年）
  - 光体評価試験装置EPA-8200型を開発・製造。
  - 触針式ジャンパ線導通器（コンタクトジョーズ）を開発・製造。
- 1994年（平成6年）‐ KDα通信用保安器を開発・製造。
- 1997年（平成9年）
  - ISO 9001及びNTT-NQASを取得。
  - 60号保安器モジュールを製造。
- 1999年（平成11年）
  - ISO 14001取得。
  - ユニバーサルエロクトロメーターMMAⅡ-17Bを開発・製造。
  - 感光体評価試験装置EPA-8300型を開発・製造。
  - 本社及び東京工場を世田谷区用賀3丁目に移転。
- 2000年（平成12年）- UB64通信用保安器を開発・製造。
- 2006年（平成18年）- ユニバーサルエロクトロメーターMMAⅡ-17Dを開発・製造。
- 2007年（平成19年）
  - 表面電位計S2002Dを開発・製造。
  - KD10Wを開発・製造。
  - LEDハンディライトを開発・製造。
- 2008年（平成20年）
  - 監視カメラ用保安器（CCP00V）を開発・製造。
  - フィルタ付電源用保安器（ACK04AF）を開発・製造。
- 2009年（平成21年）- 10回線端子板S10Uを開発・製造。
- 2010年（平成22年）- 独立行政法人産業技術総合研究所と共同で高精度微小電流計・振動容量型電位計・ユニバーサルエレクトロメーターMMAⅡ-17Eを開発・製造。